# Brzeziny (gromada w powiecie kaliskim)
Brzeziny – dawna gromada, czyli najmniejsza jednostka podziału terytorialnego Polskiej Rzeczypospolitej Ludowej w latach 1954–1972.
Gromady, z gromadzkimi radami narodowymi (GRN) jako organami władzy najniższego stopnia na wsi, funkcjonowały od reformy reorganizującej administrację wiejską przeprowadzonej jesienią 1954 do momentu ich zniesienia z dniem 1 stycznia 1973, tym samym wypierając organizację gminną w latach 1954–1972.
Gromadę Brzeziny z siedzibą GRN w Brzezinach utworzono – jako jedną z 8759 gromad na obszarze Polski – w powiecie kaliskim w woj. poznańskim, na mocy uchwały nr 22/54 WRN w Poznaniu z dnia 5 października 1954. W skład jednostki weszły obszary dotychczasowych gromad Aleksandria, Jagodziniec, Zajączki, Brzeziny (bez obszaru leśnego w południowo-wschodniej części gromady, graniczącego z dotychczasowymi gromadami Rożenno i Dzięcioły i granicami powiatu sieradzkiego) i Wrząca (bez jednego gospodarstwa położonego w jej północnej części, przy granicach dotychczasowej gromady Godzieszki) ze zniesionej gminy Ostrów Kaliski w tymże powiecie. Dla gromady ustalono 15 członków gromadzkiej rady narodowej.
1 stycznia 1959 do gromady Brzeziny włączono obszar zniesionej gromady Czempisz w tymże powiecie.
1 stycznia 1960 do gromady Brzeziny włączono miejscowości Moczalec, Przystajnia i Zosinek ze zniesionej gromady Kakawa Kolonia.
1 stycznia 1962 do gromady Brzeziny włączono obszar zniesionej gromady Ostrów Kaliski oraz miejscowości Piegonisko, Piegonisko-Kolonia, Piegonisko-Pustkowie, Piechutków i Teodozjów ze znoszonej gromady Sobiesęki ABC w tymże powiecie.
Gromada przetrwała do końca 1972 roku, czyli do kolejnej reformy gminnej. 1 stycznia 1973 w powiecie kaliskim utworzono gminę Brzeziny.